# 三眼神童
《三眼神童》（日語：悪魔島のプリンス 三つ目がとおる），是從1974年到1978年3月在講談社《週刊少年Magazine》連載，手塚治虫的少年漫畫作品。1985年8月25日播放特別篇《惡魔島的王子 三眼神童》。1990年10月18日到1991年9月26日播放電視動畫共48集。

## 概要
這是1965年的W3事件後，手塚治虫與《週刊少年Magazine》及講談社的關係被斷絕後隔了好久才出現在《週刊少年Magazine》的作品。此作的靈感是從松本清張的《火之路》觸發，此時期（20世纪70年代）是超能力、超古代文明漫畫的高潮，而手塚治虫更把他的Science-Fiction（SF/科幻）漫畫作品推至頂峰，把SF漫畫由奇想轉變為有藝術價值及對當代社會的反思（環境汙染與環境保護），《三眼神童》成為了受歡迎代表作。與其他的手塚作品一樣，本作品也在單行本化時添加內容．進行改編。在連載前半部分的修正特別多，連載的時候沒有的關連的故事和短篇沒有收錄在單行本。

## 登場人物
寫樂保介
- 日本配音：藤田淑子（日本電視台版）／伊倉一惠（東京電視台版）／田中真弓（漫畫視頻版）
- 台灣配音：李宛鳳（超視版）／雷碧文（齊威版／木棉花版）
- 香港配音：袁淑珍

男主角。三眼族人（創作原型為玛雅人）最後的倖存者。平时是一个天真的国中生，性格與幼兒無異；额头上的胶布被揭掉后会性格大变，成为一个危险的三眼族人，实际却是因为缺乏母爱，長期的孤独，用極端的方法吸引人注意。
在《怪醫黑傑克》中設定為和登千代子的弟弟。
和登千代子
- 日本配音：高島雅羅（日本電視台版）／松井菜櫻子（東京電視台版）／横山智佐（漫畫視頻版）
- 台灣配音：許淑嬪（超視版）／詹雅菁（齊威版）／王貞令（木棉花版）
- 香港配音：楊婉清

女主角。寫樂的同校好友，少數知道寫樂有三隻眼的人物。對第三隻眼張開時的寫樂有着不可思議的心靈牽絆，到了後期成了三眼寫樂的女友。第一人稱是「ボク」，應是第一個在漫畫中自稱「ボク」的少女。
犬持
- 日本配音：岸野一彥（日本電視台版）／嶋俊介（東京電視台版）
- 台灣配音：孫中台（齊威版／木棉花版）／陳彥鈞（木棉花版）

寫樂的養父（漫画版是醫師，动画版是研究三眼族的考古学家）。希望寫樂作為普通的男孩子生活。第三隻眼張開時的寫樂亦承認他是自己的父親。
鬍子老爹
- 日本配音：八奈見乘兒（日本電視台版）／緒方賢一（東京電視台版）
- 台灣配音：孫中台（齊威版／木棉花版）／黃天佑（木棉花版）

寫樂住宿工作的中華料理舖「來來軒（らいらいけん）」的店長。江戶人風的熱血漢，自稱「馬鹿田大學出身」（「馬鹿」是日語「笨蛋」之意），不過有意外機智的一面。和犬持教授是國中同学。
是手冢治虫作品中经常出来的人物，在《原子小金剛》、《怪醫黑傑克》和《森林大帝》中都有出场。
須武田
- 日本配音：田中康郎（日本電視台版）

大學的考古學教授。犬持醫師的好友，正對古代文明做研究。為了考古學資料，不吝嗇付出金錢和生命，因此引起數次事件。
雲名
- 日本配音：熊倉一雄（日本電視台版）／石塚運昇（東京電視台版）／玄田哲章（東京電視台試片版）
- 台灣配音：丘台名（齊威版）／胡鎮璽（木棉花版）

外表像貝多芬的刑警，經常負責關於寫樂的事件。非常容易忽然生氣，但十分膽小。自稱「搜查界的學聖」，因為貝多芬是「樂聖」。
鬼胴三郎
- 日本配音：鹽澤兼人（日本電視台版）／速水獎（東京電視台版）
- 台灣配音：官志宏（超視版）／宋克軍（齊威版）／黃天佑（木棉花版）

寫樂就讀國中不良集團的首領，成績優秀的富豪名门子弟。

## 主題歌
香港主題曲由李克勤主唱。
- 片頭曲：『？（はてな）のブーメラン』 作詞：青木久美子／作曲：小杉保夫／編曲：信田一郎／歌：德垣友子
- 片尾曲一（第一至四十七集）：『ちょっと魔法でばんそうこ』 作詞：冬杜花代子／作曲：つのごうじ／編曲：信田一郎／歌：中島安名（コーラス：津野剛司、Young Fresh）
- 片尾曲二（第四十八集大結局）：『FRIEND』　作詞：青木久美子／作曲：小杉保夫／編曲：牧野三朗／歌：CHIEMY

## 遊戲
Natsume於1989年4月20日發售同名MSX平台冒險遊戲，1992年7月17日TOMY發售Family Computer平台的動作類型同名遊戲。

## 影響
由於本作品大受歡迎，因此日本漫畫家高田裕三在1987年便利用這個靈感，發表了《三隻眼》。雖然推出初期被指抄襲，但經過一番解釋後便大受歡迎。直至2002年結束連載。

## 每話標題
| 話數 | 日文標題 | 中文標題                               | 播放日期        |
| ---- | -------- | -------------------------------------- | --------------- |
| 1    |          | 三眼神童登場，我是寫樂                 | 1990年 10月18日 |
| 2    |          | 拉麵戰爭！憤怒的一擊                   | 10月25日        |
| 3    |          | 可愛的嬰兒是侵略者                     | 11月1日         |
| 4    |          | 尋找迷路孩子的UFO                      | 11月8日         |
| 5    |          | 追逐高科技暴走車                       | 11月15日        |
| 6    |          | 美少女是操蛇師？                       | 11月22日        |
| 7    |          | 被拐走的寫樂                           | 11月29日        |
| 8    |          | 三眼犬誕生                             | 12月6日         |
| 9    |          | 三座岩石山的秘密                       | 12月13日        |
| 10   |          | 騙人!?寫樂是惡魔                       | 12月20日        |
| 11   |          | 守護吧！我的寶物                       | 12月27日        |
| 12   |          | 守護吧！地下城市                       | 1991年 1月10日  |
| 13   |          | 守護吧！第三隻眼                       | 1月17日         |
| 14   |          | 爆發！宇宙力量                         | 1月24日         |
| 15   |          | 超能力VS超魔術                         | 1月31日         |
| 16   |          | 發現！傳說中的怪物                     | 2月7日          |
| 17   |          | 考試戰爭與和平!?                       | 2月14日         |
| 18   |          | 不可思議之鳥摩亞!!                     | 2月21日         |
| 19   |          | 古代魔神覺醒                           | 2月28日         |
| 20   |          | 啟動心靈的古代魔神                     | 3月7日          |
| 21   |          | ３２１，轟隆                           | 3月14日         |
| 22   |          | 怪盗歐茲馬的挑戰                       | 3月21日         |
| 23   |          | 三眼族之謎，來自古代的使者             | 3月28日         |
| 24   |          | 三眼族之謎，沉睡在湖裡的秘密           | 4月4日          |
| 25   |          | 三眼族之謎，快把財寶找出來             | 4月11日         |
| 26   |          | 三眼族之謎，神秘的使命                 | 4月18日         |
| 27   |          | 在不可思議之國的寫樂                   | 4月25日         |
| 28   |          | 小混混文福出現                         | 5月2日          |
| 29   |          | 古代王子戈達爾，另一位寫樂             | 5月16日         |
| 30   |          | 古代王子戈達爾，找出最終兵器！         | 5月16日         |
| 31   |          | 古代王子戈達爾，將娥摩拉啟動！         | 5月23日         |
| 32   |          | 古代王子戈達爾，搶奪地球計畫           | 5月30日         |
| 33   |          | 古代王子戈達爾，奪回靈魂！             | 6月6日          |
| 34   |          | 文福再次出現                           | 6月13日         |
| 35   |          | 怪奇植物波爾波克，七大柱子出現！       | 6月20日         |
| 36   |          | 怪奇植物波爾波克，不可思議的少女萌木   | 7月4日          |
| 37   |          | 怪奇植物波爾波克，藏在地底的影子       | 7月11日         |
| 38   |          | 怪奇植物波爾波克，動起來的大地         | 7月18日         |
| 39   |          | 怪奇植物波爾波克，決戰！寫樂VS波爾波克 | 7月25日         |
| 40   |          | 復活節島航海，猴子說話了！             | 8月1日          |
| 41   |          | 復活節島航海，登陸！惡魔居住之島       | 8月8日          |
| 42   |          | 復活節島航海，結婚？波可與寫樂         | 8月15日         |
| 43   |          | 復活節島航海，再見波可                 | 8月22日         |
| 44   |          | 被盯上的摩亞！                         | 8月29日         |
| 45   |          | 墨西哥上空大戰鬥                       | 9月5日          |
| 46   |          | 摩亞暗殺計畫                           | 9月12日         |
| 47   |          | 復活！超級波爾波克                     | 9月19日         |
| 48   |          | 向明天發誓                             | 9月26日         |

## 播映電視台
| 東森電影台 星期一至五20:00－21:00 節目 | 東森電影台 星期一至五20:00－21:00 節目 | 東森電影台 星期一至五20:00－21:00 節目 |
| -------------------------------------- | -------------------------------------- | -------------------------------------- |
|                                        | 三眼神童 （2004年10月7日－11月10日）   |                                        |
| 召喚王                                 | 秀逗魔導士                             |                                        |

## 外部連結
- 豆瓣电影上《三眼神童》的資料 （简体中文）
- 手塚治虫官方網站（页面存档备份，存于）（日語）
- 互联网电影数据库（IMDb）上《三眼神童》的资料（英文）
- 互联网电影数据库（IMDb）上《三眼神童悪魔島》的资料（英文）